# Powiat husiatyński (II Rzeczpospolita)
Powiat husiatyński (od 1925 powiat kopyczyniecki) – dawny powiat istniejący do 1925 roku (od 1920 w granicach województwa tarnopolskiego II Rzeczypospolitej). Jego siedzibą było miasto Husiatyn.
1 lipca 1925 roku siedzibę powiatu przeniesiono z Husiatyna do Kopyczyniec a nazwę powiatu zmieniono na powiat kopyczyniecki.

## Miasta i gminy
Według stanu z 30 września 1921 roku powiat husiatyński składał się z 2 miast, 49 gmin (w tym 2 miasteczek) i 47 obszarów dworskich:
Miasta: Husiatyn i Kopyczyńce
Gminy: Bosyry, Celejów, Chłopówka, Chorostków (miasteczko), Czabarówka, Wola Czarnokoniecka, Czarnokońce Małe, Czarnokońce Wielkie, Hadyńkowce, Horodnica, Howiłów Mały, Howiłów Wielki, Hryńkowce, Jabłonów, Karaszyńce, Kluwińce, Kociubińce, Kociubińczyki, Kotówka, Krogulec, Krzyweńkie, Liczkowce, Majdan, Mszaniec, Myszkowce, Niżborg Nowy, Niżborg Stary, Niżborg Szlachecki, Olchowczyk, Oryszkowce, Peremiłów, Postołówka, Probużna (miasteczko), Raków Kąt, Samołuskowce, Sidorów, Siekierzyńce, Suchodół, Suchostaw, Szydłowce, Tłusteńkie, Trybuchowce, Tudorów, Uwisła, Wasylkowce, Wasylków, Wierzchowce, Zielona i Żabińce
1 stycznia 1925 roku utworzono dwie nowe gminy – Witosówka i Zaremba.